# Paratalanta hyalinalis
Paratalanta hyalinalis — вид лускокрилих комах родини вогнівок-трав'янок (Crambidae).

## Поширення
Вид поширений в Європі та Північній Африці. Присутній у фауні України.

## Опис
Розмах крил 28-35 мм. Крила напівпрозорі, жовтяві або білуваті, з тонкими блідо-коричневими лініями.

## Спосіб життя
Метелики літають у червні-липні. Активні вночі. Личинки живляться листям кропиви, дивини та волошки лучної.